# Овчинников, Андрей Афанасьевич
Андре́й Афана́сьевич Овчи́нников (1739 — 25 августа 1774) — яицкий казак, участник Яицкого восстания 1772 года, ближайший сподвижник Е. И. Пугачёва.

## Биография
В казачью службу Овчинников вступил в 1757 году, участвовал в охране войсковых и российских рубежей вдоль Яика от набегов степных кочевников-казахов с «Бухарской стороны». Благодаря боевому опыту, неустрашимости действий и независимому характеру, Овчинников приобрёл авторитет среди казаков, которые не раз выбирали его в состав делегаций (так называемых «зимовых станиц»), посылавшихся в Петербург по делам Яицкого казачьего войска. В то время яицкие казаки ещё не утратили 
...древнее имя своё и последнюю, слабую тень демократического внутреннего правления.
 Овчинников принадлежал к «Партии войсковой руки», бывшей в оппозиции к имперской власти (в противоположность «Партии старшинской руки») и принял активное участие в Яицком казачьем восстании 1772 года. После поражения восставших, спасаясь от ареста, Овчинников «ушёл в бега» и несколько месяцев укрывался в глухих степных хуторах. Присоединился к восстанию Пугачёва 18 сентября 1773 года — в день первого приступа отряда Пугачёва к Яицкому городку. День спустя на Войсковом круге казаков-повстанцев Овчинников был избран походным атаманом.
Овчинников вошёл в ближайшее окружение Пугачёва, был членом так называемых «Тайной Думы» и «Военной коллегии». Именно Овчинникову принадлежала удачная мысль поднять восстание в Башкирии. 
Вскоре Овчинников получил от Пугачёва звание «генерал-фельдмаршала и кавалера всех российских орденов графа Панина». Командовал конными отрядами яицких казаков, принимал участие во взятии всех крепостей, расположенных между Яицким городком и Оренбургом; в осаде Оренбурга и крепости Михайло-Архангельского собора в Яицком городке. Вместе с атаманом Зарубиным-Чикой, Овчинников возглавлял пугачевские отряды, которые в боях 7–9 ноября у деревни Юзеевой, на дальних подступах к Оренбургу, нанесли поражение карательному корпусу генерала В. А. Кара, вынудив его поспешно отступить к Бугульме. Кар после этого сдал командование корпусом генерал-майору Фрейману и уехал в Москву.
В январе 1774 года Овчинников, по приказу Пугачёва, возглавил поход в низовья Яика, к городу Гурьеву, штурмом овладел его кремлём, захватил богатые трофеи и пополнил отряд местными казаками, приведя их в Яицкий городок.
В марте 1774 года, при осаде Татищевой крепости генералом П. М. Голицыным, Овчинников прикрывал отход Пугачёва, оставаясь в стенах крепости до окончания пушечных зарядов. После чего прорвал колонны осаждавших и отошёл к Нижнеозёрной крепости, где, соединившись с отрядами А. П. Перфильева и К. И. Дехтярева, предпринял попытку остановить карательную экспедицию генерала П. Д. Мансурова на подступах к Яицкому городку, но потерпел поражение в бою у реки Быковки.
Совершив большой кружной поход через степи и Южный Урал, пополнив свои ряды башкирскими добровольцами, Овчинников в мае 1774 года присоединился к главной Пугачёвской армии у Магнитной крепости, после чего проделал поход по Уралу, Прикамью и Поволжью, участвовал в боях под Троицкой крепостью, в Башкирии, под Кунгуром, Ижевском, был при взятии Казани, Саратова, Камышина, в битвах у реки Пролейки и под Царицыном.
Накануне последнего решающего сражения под Чёрным Яром 24 августа (4 сентября) 1774, вблизи Солениковой рыбопромысловой ватаги, Пугачёв, с целью поднятия дух своей армии, пожаловал своих ближайших соратников новыми титулами, в том числе и главного походного атамана войска: «Божиею милостью, мы, Петр Третий, император и самодержец Всероссийский. Жалуем мы от армии нашей в генерал-фельдмаршалы и всех орденов кавалеры атамана Андрея Овчинникова…» На следующий день в битве на степном берегу Волги Андрей Овчинников был убит.